# Сельское поселение Новая Балкария
Се́льское поселе́ние Но́вая Балка́рия — муниципальное образование в составе Терского района республики Кабардино-Балкария.
Административный центр — село Новая Балкария.

## География
Муниципальное образование расположено в северо-западной части Терского района. В состав поселения входят 2 населённых пункта.
Площадь территории сельского поселения составляет — 39,26 км2. В его состав также входят около 1 тыс. га. расположенных к северу на правом берегу реки Терек земель, и около 4 тыс. га. нарезанных сельскому поселению земель, в нескольких километрах к югу от села, на северном склоне Арикского хребта.
Граничит с землями муниципальных образований: Урожайное на северо-востоке и Красноармейское на юго-западе.
Сельское поселение расположено на наклонной Кабардинской равнине, в переходной от предгорной в равнинную, зоне республике. Рельеф местности представляет собой в основном равнинные земли, без больших колебаний относительных высот. Средние высоты на территории муниципального образования составляют 191 метр над уровнем моря. На юге постепенно возвышаются относительные и абсолютные высоты Арикского хребта.
Гидрографическая сеть в основном представлена водоканалами. Вдоль южной окраины сельского поселения проходит главная артерия Малокабардинского канала. Северо-западная окраина ограничена рекой Терек.
Климат влажный умеренный с тёплым летом и прохладной зимой. Среднегодовая температура воздуха составляет около +10,5°С, и колеблется от средних +23,0°С в июле, до средних -2,5°С в январе. Среднегодовое количество осадков составляет около 600 мм. Основная часть осадков выпадает в период с апреля по июнь. В августе возможны засухи, вызванные воздействием воздушных течений исходящими из Прикаспийской низменности.

## История
Селение Новая Балкария было основано в 1958 году. В 1962 году на его базе был образован новый сельский народный Совет.
В 1963 году в состав Ново-Балкарского сельсовет был включён ранее основанный посёлок Шикулей.
В 1992 году Ново-Балкарский сельсовет реорганизован и преобразован в Ново-Балкарскую сельскую администрацию.
Муниципальное образование Новая Балкария наделена статусом сельского поселения Законом Кабардино-Балкарской Республики от 27.02.2005 №13-РЗ «О статусе и границах муниципальных образований в Кабардино-Балкарской Республике».

## Население
| 2002  | 2010  | 2012  | 2013  | 2014  | 2015  | 2016  |
| ----- | ----- | ----- | ----- | ----- | ----- | ----- |
| 1218  | ↘1153 | ↗1159 | ↘1137 | ↘1130 | ↘1113 | →1113 |
| 2017  | 2018  | 2019  | 2020  | 2021  | 2023  | 2024  |
| →1113 | ↗1121 | ↘1106 | ↗1110 | ↗1178 | ↘1167 | ↗1171 |
| 2025  |       |       |       |       |       |       |
| ↗1201 |       |       |       |       |       |       |

Процент от населения района — 2.24 %
Плотность — 30.59 чел./км2.

### Национальный состав
По данным Всероссийской переписи населения 2010 года:
| Народ         | Численность, чел. | Доля от всего населения, % |
| ------------- | ----------------- | -------------------------- |
| балкарцы      | 775               | 67,2 %                     |
| турки         | 322               | 27,9 %                     |
| кабардинцы    | 18                | 1,6 %                      |
| азербайджанцы | 11                | 1,0 %                      |
| другие        | 27                | 2,3 %                      |
| всего         | 1 153             | 100 %                      |

## Состав поселения
| № | Населённый пункт | Тип населённого пункта       | Население | Доля от населения (%) |
| - | ---------------- | ---------------------------- | --------- | --------------------- |
| 1 | Новая Балкария   | село, административный центр | ↗1167     | 99,0 %                |
| 2 | Шикулей          | село                         | →11       | 1,0 %                 |

## Местное самоуправление
Администрация сельского поселения Новая Балкария — село Новая Балкария, ул. Центральная, №24.
Структуру органов местного самоуправления сельского поселения составляют:
- Глава сельского поселения — Текуев Ханаби Ханафиевич.
- Администрация сельского поселения Новая Балкария — состоит из 5 человек.
- Совет местного самоуправления сельского поселения Новая Балкария — состоит из 10 депутатов.

## Инфраструктура
На территории сельского поселения функционируют — средняя школа, участковая больница, детский сад, мечеть и дом культуры.

## Экономика
Наиболее крупным предприятием на территории сельского поселения является предприятие — ООО Агрофирма «Новая Балкария». Развиваются частное и арендное землевладение.